# Zuffa
Zuffa, LLC es una empresa especializada en las artes marciales mixtas. Fue fundada en enero de 2001 en Las Vegas, Nevada por Station Casinos, Frank Fertitta, y Lorenzo Fertitta son la entidad matriz de la Ultimate Fighting Championship (UFC) después de que compraran al Grupo de entretenimiento Semaphore. Lorenzo Fertitta es CEO de la compañía y presidente, mientras que Dana White dirige las operaciones del día a día. Zuffa es copropiedad de los hermanos Fertitta (40,5% cada uno), Dana White (9%) y el jeque Tahnoon de Abu Dhabi (Entretenimiento flash) (10%).
Zuffa es universalmente reconocida por girar en torno a la UFC y aumentar el estado de las artes marciales mixtas en los Estados Unidos a partir de uno con una audiencia limitada y competencias regionales a una empresa multimillonaria con millones de espectadores y acontecimientos internacionalmente conocidos.
La palabra "Zuffa" es una palabra en italiano, que significa "pelea".